# Bohumil Steigenhöfer
Bohumil Steigenhöfer (Zbraslav, 1905. március 1. – Písek, 1989. június 6.) Európa-bajnok, Európa-bajnoki ezüst- és bronzérmes csehszlovák jégkorongozó, olimpikon.
Az 1928. évi téli olimpiai játékokra visszatért a jégkorongtornára. A csehszlovákok a B csoportba kerültek. Az első mérkőzésen a svédektől kikaptak 3–0-ra, majd a lengyeleket verték 3–2-ra. A csoportban a másodikok lettek és nem jutottak tovább. Összesítésben a 8. helyen végeztek.
Az 1926-os jégkorong-Európa-bajnokságon ezüstérmes lett. Az 1927-es jégkorong-Európa-bajnokságon nem nyert érmet. Az 1929-es jégkorong-Európa-bajnokságon aranyérmes lett. Játszott kettő világbajnokságon is: az 1930-as jégkorong-világbajnokságon 6. lett, az 1931-es jégkorong-világbajnokságon 5. lett. Mint Európa-bajnokság, bronzérmet nyert.
Klubcsapatai az SK Zbraslav, a HC Slavia Praha és az LTC Praha voltak.